# Pygoluciola rammale
Pygoluciola rammale — вид жуків родини світлякових (Lampyridae). Описаний у 2024 році.

## Поширення
Ендемік Шрі-Ланки. Мешкає у низинних лісах у Південній провінції. Типові зразки — самиця пов'язана з самцем, коли їх спіймали разом у копуляції.